# 2013년 선거등록 관리법
2013년 선거등록 및 관리법 (Electoral Registration and Administration Act 2013, c. 6)은 영국 의회의 법으로, 영국의 선거법을 개정하고 개인별 선거 등록을 도입했다.
웨스트민스터 정부는 2002년 부정선거법 (아일랜드)를 통해 2002년에 북아일랜드를 대상으로 개인별 선거 등록을 도입한 적이 있었지만 잉글랜드, 웨일스, 스코틀랜드는 가구별 등록제를 계속해서 사용해 왔었다.
2012년 귀족원 개혁법안 기각에 따라 몇 가지 의혹을 받은 제 6차 웨스트민스터 선거구 정례검토와 더불어, 일각에서는 구획 검토에 쓰인 자금은 비판하는 동시에 개인별 선거 등록은 찬성하기도 했다. 선거위원회는 결과적으로 투표율에 큰 하락이 있을 수 있다고 재기했다. 법안 중에서 제 6조는 제6차 정례검토를 늦어도 "2018년 10월 1일 이전"까지 사실상 연기했다.
2013년 선거등록 관리법은 세 장으로 구성된다.

## 제 1장 - 그레이트브리튼 내 개인별 선거 등록
이 장은 12개 조항으로 구성되며, 개인별 선거 등록의 행정조직을 도입, 설정한다. 이를 통해 본 법은 1983년 국민대표법과 2000년 국민대표법을 개정한다.
유권자들의 연례 캔버스에 관한 변경 및 개선 사항도 이 장에 도입됐다.

## 제 2장 - 선거의 관리와 진행 외
이 장에서는 의회 선거 일정표를 개정하고, 잉글랜드와 웨일스 내의 지방 행정구 선거 일정표를 변경하고, 특정 상황에서의 유권자 등록에 관한 규정을 바꾸며, 1983년 국민대표법의 투표 구역 관련 조항을 개정했다.
제 18조는 선거 관리 위원의 '무능력한 수행'과 관련된 현 규정들을 변경했다.
제 19조는 선거에서의 합동 공천 후보 출마에 관한 법률을 수정하고, 투표 용지에 정당의 상징나 통합 상징을 사용하는 것을 허용했다.
제 22조는 온라인 유권자 통합 등록을 만든 2006년 선거관리법을 폐지했다.

## 제 3장 - 최종 수칙
이 장에서는 법안의 범위와 명칭을 다루고 있다.

## 제의 개정안
법안에 대한 위원회 단계 논의는 2013년 11월 29일에 시작됐다. 토론회에 제출된 제의 개정안 중에서는 주말 표결을 허용하는 신 조항 개정안도 있었는데, 리너드 경과 타일러 경이 제의했다.